# Черкасско-Лозовской сельский совет
Черка́сско-Лозовско́й се́льский сове́т входил до 2017 года в состав Дергачёвского района Харьковской области Украины.
Административный центр сельского совета находился в селе Черкасская Лозовая.
Черкасско-Лозовской сельский совет был ликвидирован в 2017 году решением местных депутатов седьмого созыва присоединением к Малоданиловскому поселковому совету.

## История
- 1920 год — дата образования сельского Совета депутатов трудящихся в составе … волости Харьковского уезда Харьковской губернии Украинской Советской Социалистической Республики.
- С марта 1923 года по сентябрь 1930 — в составе Харьковского округа, с февраля 1932 — Харьковской области УССР.
- Входил в Деркачёвский район Харьковской области. В период, когда Деркачёвский район был упразднён, входил в Харьковский район.
- Согласно постановлению ВРУ от 6 сентября 2012 года № 5215-VI, 239 гектаров земли Черкасско-Лозовского совета были присоединены к городу Харькову[2].
- В 2017 году вошёл к Малоданиловский сельский совет.
- 17 июля 2020 года в рамках административно-территориальной реформы по новому делению Харьковской области[3][4] Дергачёвский район Харьковской области был ликвидирован; входящие в него населённые пункты и его территории присоединены к Харьковскому району.
- Сельсовет просуществовал 97 лет.

## Населённые пункты совета
- село Черка́сская Лозова́я
- посёлок Лесно́е

## Адрес совета
- 62340, Харьковская область, Дергачёвский район, село Черкасская Лозовая, ул. 1 Мая, дом 1.